# Thrasamund
Thrasamund (450 - 523) was heerser van de Vandalen en Alanen (496-523). Als vierde koning van het Noord-Afrikaanse Vandalenrijk regeerde hij langer dan iedere andere Vandalenkoning in Afrika met uitzondering van zijn grootvader Geiserik.
Thrasamund was de derde zoon van Gento, de vierde zoon van Geiserich. Toen zijn broer Gunthamund stierf werd hij de nieuwe koning, omdat hij de oudst levende mannelijke verwant was.
Hij was getrouwd met Amalafrida, de zuster van de Ostrogotische koning Theoderik de Grote, zij hadden tezamen twee kinderen, een dochter Amalaberga en een zoon Theodahad.
Tijdens de heerschappij van Thrasamund verloor het Vandalenrijk macht en status. Van één der machtigste staten van de Middellandse Zee zakte het terug tot een lokale macht in het huidige noorden van Tunesië en delen van Noord-Algerije. Bijna alle gebieden van Noord-Algerije gingen onder zijn heerschappij aan de Berbers verloren. De Plundering van Leptis Magna, een van de belangrijkste steden in het Vandalenrijk door Berbers in het laatste jaar van Thrasamunds bewind wordt algemeen gezien als bewijs van de zwakte van de Vandalenstaat.
Het bewind van Thrasamund had ook positieve kanten. Thrasamund bevorderde kunst en cultuur en beëindigde de jarenlange vervolging van de katholieken, vanwege dit laatste onderging de relatie met het Romeinse Rijk duidelijk een verbetering. Toen Thrasamund in 523 stierf, volgde zijn neef Hilderik hem op.